# Stella Matutina

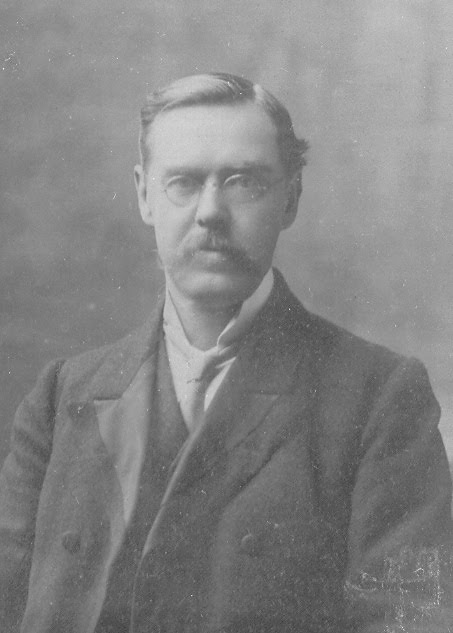
Robert William Felkin, zakladatel řádu.

Stella Matutina „Jitřní hvězda“ byla magická společnost, nejúspěšnější a největší z následovníků Hermetického řádu Zlatého úsvitu, který se rozpadl v roce 1903. Vedle ní existovala skupina členů původního řádu inklinující více k mystice než k magii podporovali A. E. Waiteho, který 1903 ovládl chrám Isis-Urania a založil Independent and Rectified Rite „Nezávislý a opravený ritus”, s výrazně křesťanským zaměřením, a magicky zaměřený řád Alpha et Omega založený v Paříži Samuelem Lidell Mathersem, jedním ze zakladatelů původního řádu.
Zakladatelem Stelly Matutiny byl lékař a misionář Robert William Felkin, který byl do Hermetického řádu Zlatého úsvitu iniciován v roce 1894, stejně jako jeho první manželka. Felkin věřil v existenci Sun Masters „slunečních mistrů“ s kterými komunikoval skrze automatické psaní. Po rozpadu řádu v roce 1903 pak založil řád Stella Matutina a londýnský chrám Amouna. K Stelle Matutině se také přidal dva z významných členů původního řádu, právník John William Brodie-Innes a básník William Butler Yeats. K dalším členům patřili Annie Horniman, Percy Bullock a Arthur Edward Waite. Společnost také udržovala, přes rozdíly v přístupu, dobré vztahy s Waiteho chrámem Isis-Urania a roku 1907 byl mezi oběma organizacemi uzavřen konkordát.
Felkinova víra v „tajné mistry“ vedla k jeho snaze vyhledat je fyzicky a to v Německu, kde měli ležet kořeny Hermetického řádu Zlatého úsvitu. Na své cestě v roce 1906 se setkal s Rudolfem Steinerem, zakladatelem antroposofie, který na něj učinil velký dojem, a počal prohlašovat že získal instrukce od samotného Christiana Rosenkreutze, mytického zakladatele rosekruciánství. Později došlo ke sporům mezi Felkinem a Waitem, který nakonec roku 1912 rozpustil svůj Independent and Rectified Rite, přičemž většina členů tohoto řádu se připojila ke Stelle Matutině. Na konci roku 1912 Felkin také založil nový chrám na Novém Zélandu, kam se v roce 1916 i přestěhoval. Tyto roky byly obdobím největšího úspěchu společnosti, zatímco na Novém Zélandu řád prospíval dále tak ve Spojeném království se dostal do krize. Ta vyvrcholila publikací většiny rituálů řádu Israelem Regardiem mezi lety 1936 a 1940. Společnost pak přestala být aktivní před koncem války. Po válce pak společnost spíše jen přežívala a v 70. letech zanikl i novozélandský chrám. V téže době však nová vydání Regardieho textů vedla ke vzniku nových řádů hlásících se k odkazu Hermetického řádu Zlatého úsvitu.